# Qliner
De Qliner is een snelbusformule die wordt gebruikt in het openbaar vervoer van Nederland. De "Q" staat voor de Engelse woorden Quick (snel) en Quality (kwaliteit). De Qliner-formule wordt voornamelijk gebruikt in het noorden van Nederland. De bussen verbinden grote plaatsen met elkaar. Vaak wordt er alleen gestopt op de belangrijkste haltes, en wordt zoveel mogelijk gebruikgemaakt van provinciale en/of snelwegen.

## Geschiedenis

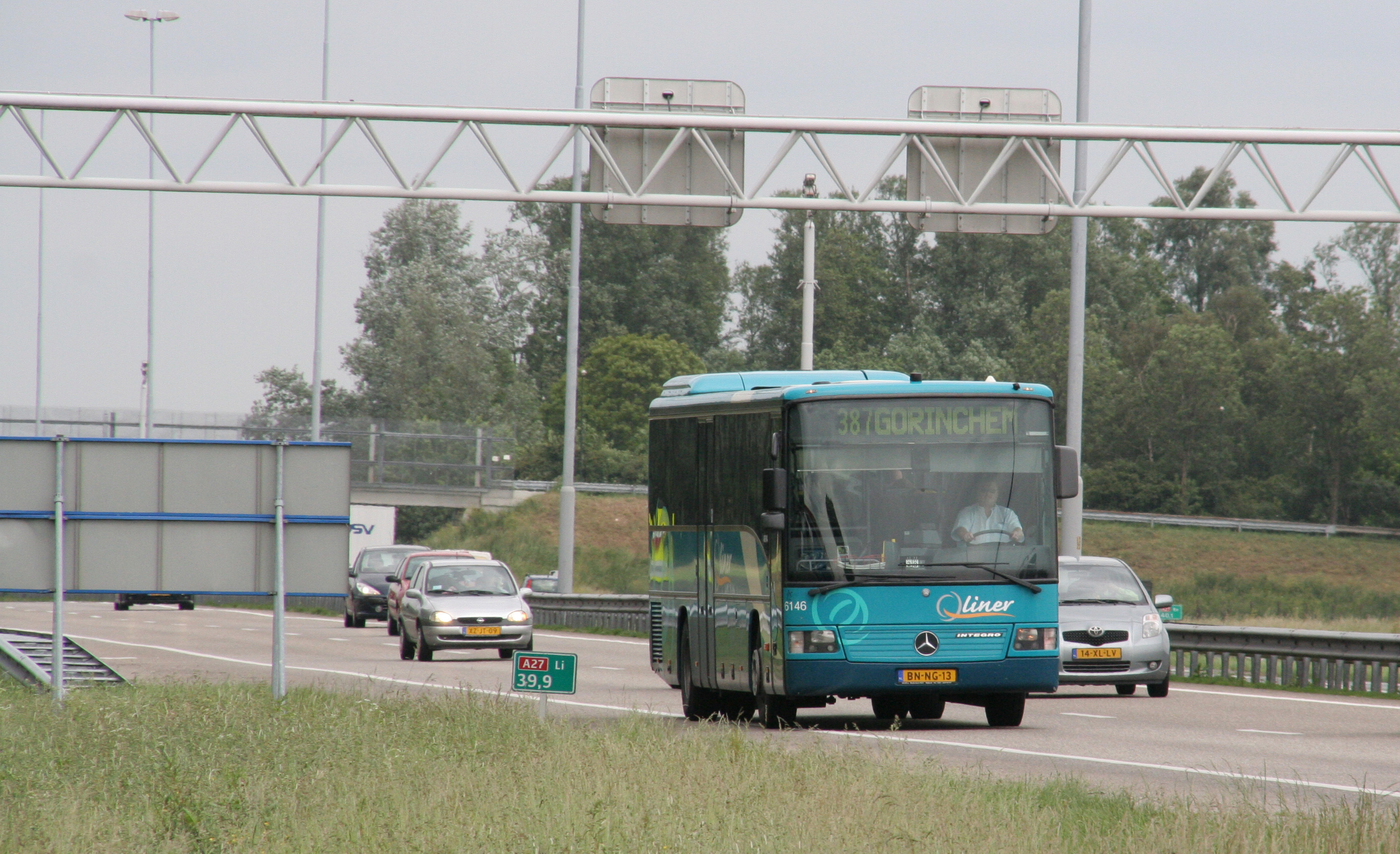
Qliner van Arriva op de A27 op weg van Utrecht naar Gorinchem. Dit is een van de eerste busverbindingen in Nederland die hernoemd werd naar Qliner.

Vervoerder Arriva bedacht de Qliner als alternatief voor de Interliner, de snelbusformule van de VSN-Groep die tot 2003 door vrijwel alle Nederlandse streekvervoerders werd gehanteerd. In januari 2003 gingen de eerste Qliners rijden in een gedeelte van Zuid-Holland, waar Arriva een concessie had gewonnen. Deze vervingen de groene Interliners van Connexxion. Tegelijkertijd werden ook de Arriva ritten op lijn 315 (Groningen-Lelystad) en de Aggloliners in Noord-Nederland voortaan onder de naam Qliner gereden.
In 2005 verkreeg Arriva het streekvervoer in de regio Waterland. Hier werden de bestaande spitsbussen naar Amsterdam-West en Amsterdam-Zuidoost, alsmede de schoolbussen omgedoopt in Qliner. Na het verlies van de concessie aan EBS in 2011 verdween de merknaam weer.
In de eerste jaren was Arriva de enige vervoerder die de naam Qliner hanteerde. Later heeft Arriva de naam Qliner in de noordelijke provincies overgedragen aan de OV-autoriteiten, waar de naam ook door andere vervoerders gebruikt kan worden. Vanaf 1 juli 2005 gebruikte Connexxion de naam voor de snelbuslijn 315 Lelystad - Groningen. Deze lijn werd eerst nog gezamenlijk door Arriva en Connexxion gereden onder de naam Interliner. De lijn werd aanbesteed door de OV-autoriteiten in Friesland, Groningen en Flevoland, waarbij als eis gold dat de naam Qliner gehanteerd moet worden door de nieuwe vervoerder. Sinds 3 juli 2011 is Arriva weer de vervoerder op deze lijn.
In december 2008 werd Qbuzz vervoerder in de concessie Zuidoost-Fryslân en werd dit nieuwe bedrijf verantwoordelijk voor het rijden van Qliner 310 Heerenveen - Drachten - Leeuwarden. Op 13 december 2009 werd Qbuzz ook de vervoerder in de GD-concessie. Deze concessie omvat 10 Qliner verbindingen. Sinds deze datum rijdt Qbuzz alle Qliners in de drie noordelijke provincies, met uitzondering van de bundel 315/325/335 (Groningen - Emmeloord), 350 (Alkmaar-Leeuwarden) en de Qliners 305 (Emmen - Groningen), 314 (Drachten - Groningen) en voormalige 327 (Hoogeveen - Emmen). Sinds 11 december 2016 worden alle Qliners in Friesland gereden door Arriva. Qliner 305 werd tot december 2016 door Arriva Touring gereden om daarna de lijn te ruilen met Qbuzz voor lijn 304 (Groningen, Hoogkerk, Leek A7, Boerakker A7, Marum A7 en Drachten) zodat alle Qliners tussen Groningen en Emmeloord tot december 2019 werden gereden door Arriva / Arriva Touring, daarna heeft Qbuzz de lijnen 304 en 314 overgenomen (lijn 324 is naar Arriva gegaan).
Op 9 december 2012 groeide het Qliner-netwerk aanzienlijk, nadat Arriva het busvervoer had verkregen in Zuid-Holland Noord. Hier werden alle snelbussen naar Den Haag en Schiphol, negen lijnen in totaal, hernoemd naar Qliner. Dit aantal daalde weer nadat een aantal Qliners bij het R-net gingen horen en voortaan onder die naam gingen rijden.
Op 9 december 2018 daalde het aantal Qliner-lijnen nog verder. De Qliners vanuit Dordrecht of Gorinchem naar Utrecht hoorden met de overname van het busvervoer door Qbuzz voortaan tot snelBuzz. Op 15 december 2024 nam Qbuzz ook het vervoer in Zuid-Holland Noord over. Alle Qliners werden daar omgedoopt tot snelBuzz, waardoor de Qliner uit de provincie Zuid-Holland verdween. Op diezelfde datum nam Qbuzz ook het vervoer in de concessie Fryslân over, waar de Qliner wel behouden bleef.

## HOV-tarief
Om in de verschillende productformules toch nog enige uniformiteit aan te brengen, is in 2004 het 'HOV-tarief' ingevoerd op zowel de groene Interliners als de Qliners. Dit tariefsysteem is gebaseerd op het NS-tarief, maar is niet meer uitwisselbaar. Tot eind 2006 waren bij het HOV-tarief de nationale vervoerbewijzen ook geldig in combinatie met in de spitsuren een toeslagkaartje, maar dan alleen op de kortere afstanden, dat wil zeggen een maximum van 18 zones (19 strippen) of 6-sterren. Doordat vanaf 2007 de tarieven voor de lange afstand zijn verlaagd is het plafond voor strippenkaarten en abonnementen opgeheven en kan deze soort vervoerbewijzen ook voor de lange afstand gebruikt worden.
Tot 2 januari 2011 gold er op de Qliners binnen de GD-concessie nog een toeslag voor reizen tot 9 uur. Sinds 2 januari 2011 is deze toeslag vervallen en betaalt men voor een reis met een Qliner hetzelfde tarief als voor een rit met een normale streekbus. Dit met het oog op de invoering van de OV-chipkaart, waarbij de kilometertarieven gelijk aan elkaar zijn. Bij lijn 315 wordt een hogere kilometertarief gevraagd dan bij de normale streekbus.
Door de introductie van de OV-chipkaart is het HOV-tarief komen te vervallen.

## Materieel

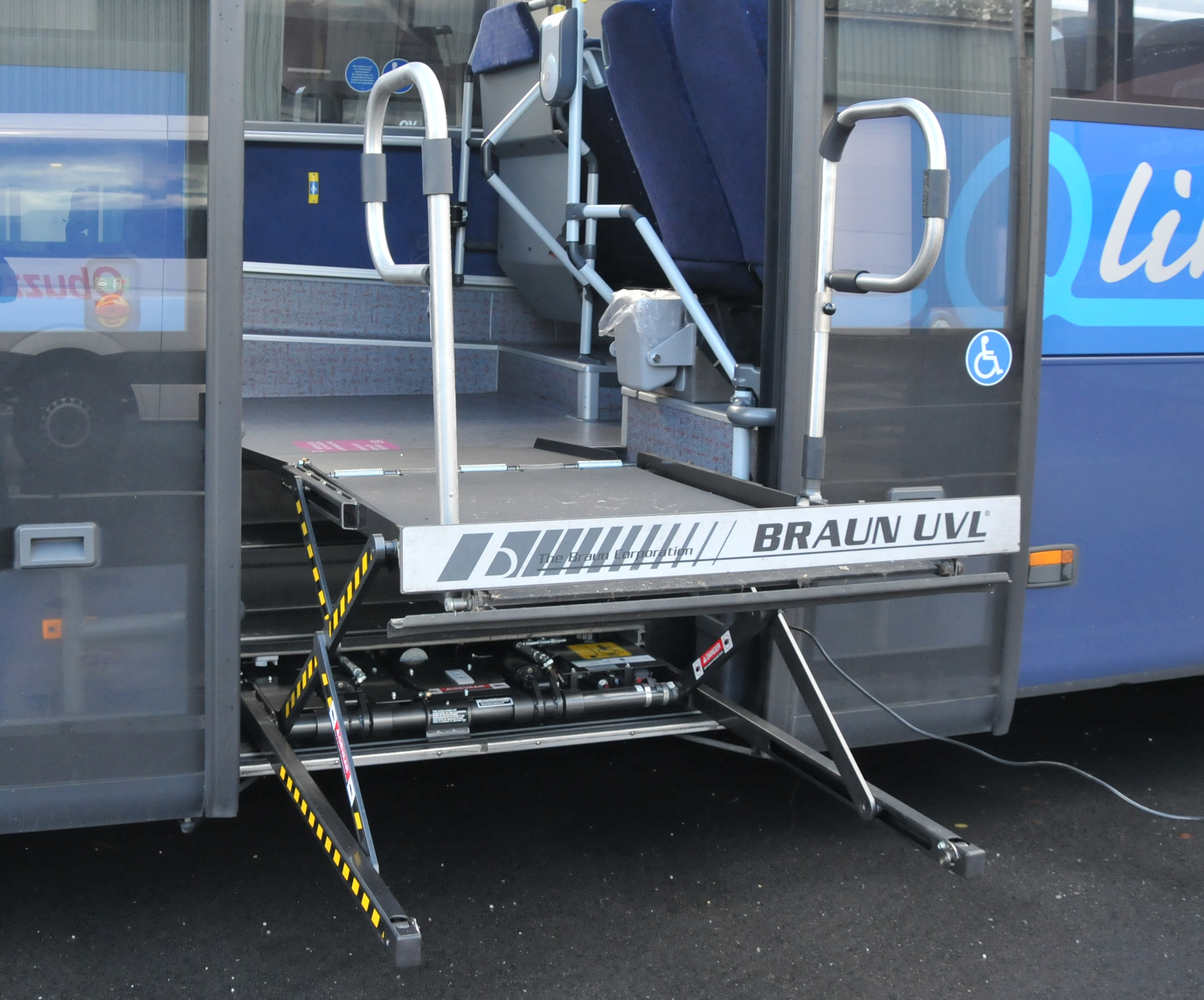
Rolstoellift van het type Braun UVL

Voor de Qliner verbindingen wordt meestal afwijkend materieel gebruikt. De bussen zijn meestal voorzien van een hoge vloer (instap met treden) en hebben comfortabelere stoelen in vergelijking met een streekbus. Een hogevloerbus heeft meestal een betere vering en is ook stiller dan een streekbus. Het comfort is belangrijk omdat reizigers meestal lange afstanden afleggen in een Qliner-bus.
Mercedes-Benz is een populaire fabrikant onder vervoerbedrijven voor het leveren van Qliner-bussen met een hoge vloer.
- De Mercedes-Benz Integro komt het meest voor in het Qliner-wagenpark. De bussen worden ingezet op alle Qliner-verbindingen van Qbuzz, sporadisch op enkele Qliner-verbindingen in Fryslân en de Qliner 315 (Emmeloord - Groningen). Vroeger[(sinds) wanneer?] werden ze ook ingezet op de Arriva Touring-Qliners in Groningen en Drenthe.
- De Mercedes-Benz Intouro is de goedkopere versie van de Integro en werd tot en met 2024 door Arriva ingezet in Fryslân en vroeger[(sinds) wanneer?] ook in Groningen en Drenthe.

Een nadeel aan hogevloerbussen is dat de bussen slecht toegankelijk zijn voor mindervaliden, zoals ouderen of mensen in een rolstoel. Om toch iedereen te kunnen vervoeren zijn vrijwel alle bussen voorzien een rolstoellift.
In Zuid-Holland Noord en het voormalig DAV-gebied werden door de Qliners minder grote afstanden afgelegd. Daarom werden deze lijnen geëxploiteerd door comfortabele lagevloerbussen van het type Volvo 8900. Deze bussen waren makkelijker toegankelijk voor mindervaliden.
Sinds eind 2017 worden er ook dubbeldekkers van het type Van Hool TDX27 Astromega ingezet. Sinds eind 2019 rijden er hogevloerbussen rond van het type Setra S 419 UL.
Sinds eind 2024 rijden er in Friesland hogevloerbussen van het type Iveco Bus Crossway Pro NF. Daarnaast schuiven enkele Setra's en Integro's door naar de Qliners in de provincie Friesland. Tegelijkertijd worden er ook lagevloerbussen van de types MAN Lion's City en Volvo 8900 ingezet, die allen afkomstig zijn uit Zweden.

### Voormalige bussen
Connexxion zette tot juni 2011 de MAN Lion's Regio in op de verbinding Groningen - Lelystad, waarna deze overging naar Arriva. Qbuzz zette dit type bus tussen december 2008 en december 2012 in op de Qliners in Zuidoost-Fryslân. Deze bussen zijn vervangen door Integro's.

## Huidige lijnnummers

### Groningen/Drenthe
In de provincies Groningen en Drenthe verzorgen de Qliners de snelle verbindingen tussen de stad Groningen en de meeste grote plaatsen in de regio, die niet of niet adequaat door treinen verbonden zijn met Groningen-stad. De Qliners verzorgen sneldiensten en maken veel gebruik van de twee grote snelwegen in de regio, de A7 en de A28. De meeste lijnen hebben in Groningen hun eindpunt bij station Groningen, dat tevens het grootste busknooppunt is in de provincie Groningen.
De meeste Qliners in de provincies Groningen en Drenthe vallen onder de concessie GD (Groningen - Drenthe), die wordt geëxploiteerd door Qbuzz. De Qliners 304, 314 en 324 vielen tot december 2019 onder een aparte concessie, die in handen was van Arriva Touring.
| Lijn | Route                   | Via                | Exploitant | Concessie | Opmerkingen                             |
| ---- | ----------------------- | ------------------ | ---------- | --------- | --------------------------------------- |
| 127  | Hoogeveen - Emmen       |                    | Qbuzz      | GD        | Vanaf eind augustus 2025                |
| 300  | Groningen - Emmen       | Gieten en Borger   | Qbuzz      | GD        |                                         |
| 304  | Groningen - Drachten    | Hoogkerk en Marum  | Qbuzz      | GD        |                                         |
| 309  | Groningen - Assen       |                    | Qbuzz      | GD        |                                         |
| 310  | Assen - Veendam         | Gieten             | Qbuzz      | GD        |                                         |
| 312  | Groningen - Stadskanaal | Gieten en Gasselte | Qbuzz      | GD        |                                         |
| 314  | Groningen - Drachten    |                    | Qbuzz      | GD        | Rijdt niet 's avonds en in het weekend. |
| 319  | Groningen - Assen       |                    | Qbuzz      | GD        | Non-stopversie van lijn 309             |

### Friesland

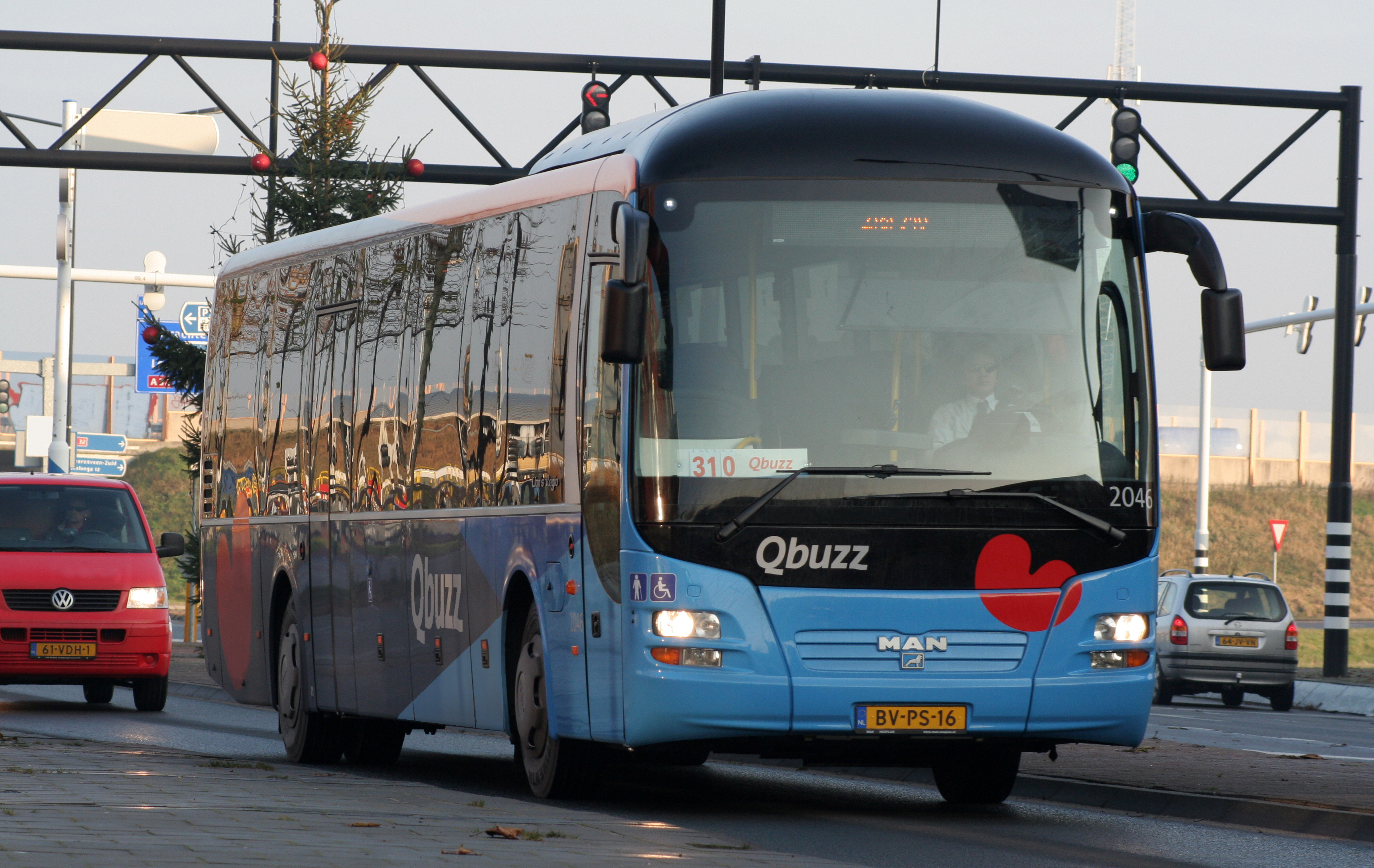
Man Lion's Regio van Qbuzz Zuidoost-Fryslân

Ook door de provincie Friesland lopen Qliner-lijnen. De lijnen 320, 324, 356 en 380 dienen ter ontsluiting van Drachten, de grootste plaats in de provincie zonder station. Qliner 350 is de enige bus die over de Afsluitdijk rijdt, en de enige directe OV-verbinding tussen Leeuwarden en noordelijk Noord-Holland.
| Lijn | Route                   | Via                                                                                   | Exploitant | Concessie | Opmerkingen                                                                     |
| ---- | ----------------------- | ------------------------------------------------------------------------------------- | ---------- | --------- | ------------------------------------------------------------------------------- |
| 315  | Groningen - Emmeloord   | Heerenveen, Joure, Lemmer en Bant                                                     | Qbuzz      | Fryslân   | Rijdt het traject samen met lijn 324.                                           |
| 320  | Leeuwarden - Heerenveen | Drachten                                                                              | Qbuzz      | Fryslân   |                                                                                 |
| 324  | Groningen - Heerenveen  | Drachten                                                                              | Qbuzz      | Fryslân   | Rijdt alleen 's avonds en in het weekend. Rijdt het traject samen met lijn 315. |
| 350  | Alkmaar - Leeuwarden    | Heerhugowaard, Nieuwe Niedorp, Den Oever en de Afsluitdijk                            | Qbuzz      | Fryslân   |                                                                                 |
| 355  | Bolsward - Dokkum       | Wommels, Leeuwarden                                                                   | Qbuzz      | Fryslân   | Rijdt niet 's avonds en in het weekend.                                         |
| 356  | Dokkum - Drachten       | Feanwâlden                                                                            | Qbuzz      | Fryslân   | Rijdt niet 's avonds en in het weekend.                                         |
| 380  | Drachten - Assen        | Wijnjewoude, Donkerbroek, Oosterwolde, Appelscha, Hijkersmilde, Smilde en Bovensmilde | Qbuzz      | Fryslân   |                                                                                 |
| 390  | Heerenveen - Makkum     | Sneek, Bolsward en Wons                                                               | Qbuzz      | Fryslân   | Rijdt niet op zondag                                                            |

### HOV Groningen - Heerenveen - Lelystad

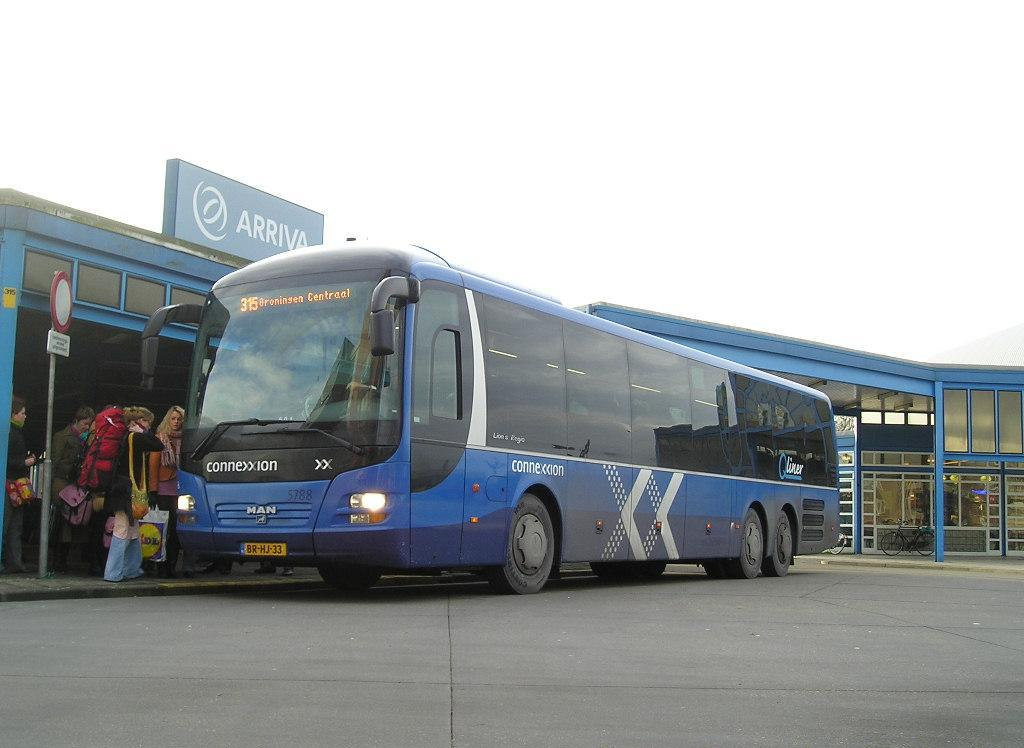
Qliner van het type MAN Lion's Regio, in Heerenveen. De bus is van de voormalige exploitant van lijn 315, Connexxion (2005 - 2011)

Alhoewel in het verleden wel gepland, is er bij de aanleg van de provincie Flevoland geen directe spoorlijn aangelegd tussen Lelystad, Heerenveen, Drachten en Groningen. In plaats van deze zogeheten Zuiderzeelijn heeft er een lange tijd een directe bus gereden over de A6 en de A7. Na de opening van de Hanzelijn op 9 december 2012 is de reistijd per trein tussen Lelystad en Groningen kleiner geworden dan de reistijd van de directe busverbinding. In de plaats daarvan is de voormalige lijn 315 opgeknipt in twee lijnen, Groningen - Emmeloord en lijn 345 Emmeloord - Lelystad, de laatste lijn is sinds 8 december 2013 geen Qliner meer en is in december 2014 lijn 140 geworden. In december 2023 werd laatstgenoemde lijn vernummerd in snelRRReis 214.

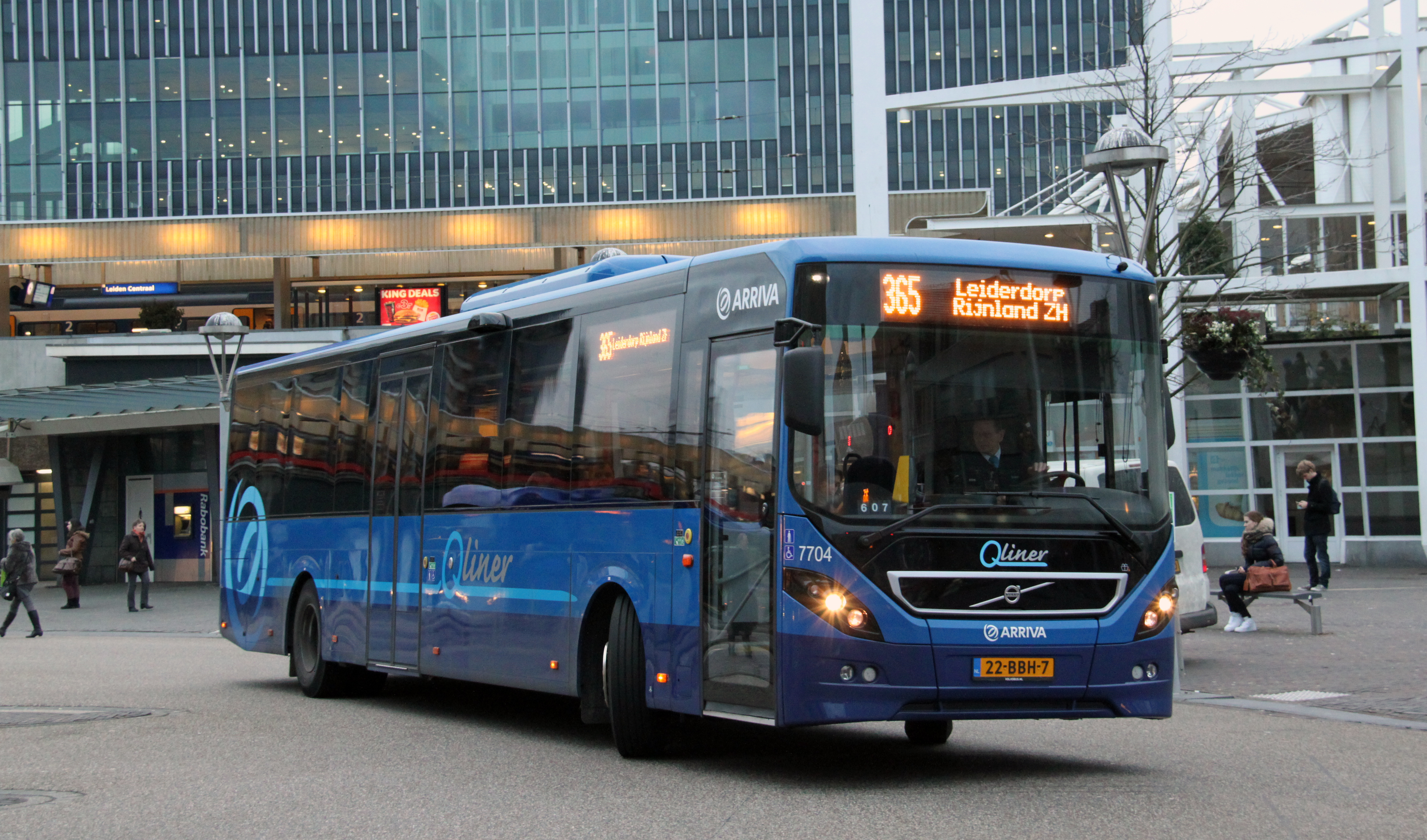
Qliner van het type Volvo 8900 als lijn 365 naar Leiderdorp

| Lijn | Route                 | Via                               | Exploitant | Concessie | Opmerkingen                           |
| ---- | --------------------- | --------------------------------- | ---------- | --------- | ------------------------------------- |
| 315  | Groningen - Emmeloord | Heerenveen, Joure, Lemmer en Bant | Qbuzz      | Fryslân   | Rijdt het traject samen met lijn 324. |

## Voormalige lijnnummers

### Noord-Nederland
| Lijn | Route                        | Via                                                        | (Laatste) exploitant | Datum van opheffing | Reden opheffing                                           |
| ---- | ---------------------------- | ---------------------------------------------------------- | -------------------- | ------------------- | --------------------------------------------------------- |
| 301  | Groningen - Veendam          | Hoogezand                                                  | Qbuzz                | 1 mei 2011          | Opgeheven vanwege opening treindienst Groningen - Veendam |
| 303  | Assen - Veendam              | Gieten                                                     | Qbuzz                | 9 december 2012     |                                                           |
| 306  | Groningen UMCG - Leek        |                                                            | Qbuzz                | 5 januari 2014      | Vervallen vanwege nieuwe formule Q-link                   |
| 308  | Groningen - Annen            | Zuidlaren                                                  | Qbuzz                | 5 januari 2014      | Vervallen vanwege nieuwe formule Q-link                   |
| 310  | Heerenveen - Drachten        | Internationale Bedrijventerrein Fryslân (Heerenveen),      | Qbuzz                | 10 december 2016    | Vervangen door lijn 320                                   |
| 311  | Groningen - Veendam          | Hoogezand                                                  | Arriva               | 12 december 2009    |                                                           |
| 315  | Groningen - Lelystad         | Drachten, Heerenveen, Emmeloord                            | Arriva               | 9 december 2012     | Opgeheven vanwege opening Hanzelijn, zie hierboven        |
| 316  | Groningen UMCG - Leek        |                                                            | Qbuzz                | 5 januari 2014      | Vervallen vanwege nieuwe formule Q-link                   |
| 317  | Groningen Meerpaal - Roden   | Hoogkerk                                                   | Qbuzz                | 5 januari 2014      | Vervallen vanwege nieuwe formule Q-link                   |
| 318  | Groningen - Annen            | Zuidlaren                                                  | Qbuzz                | 5 januari 2014      | Vervallen vanwege nieuwe formule Q-link                   |
| 322  | Drachten - Oosterwolde       | Wijnjewoude, Donkerbroek                                   | Arriva               | 8 januari 2022      | Ritten ingevoegd in lijn 114                              |
| 327  | Emmen - Hoogeveen            |                                                            | Arriva Touring       | 7 januari 2012      |                                                           |
| 335  | Groningen Zernike - Bolsward | Sneek, Joure, Heerenveen                                   | Arriva               | 8 januari 2022      | Aantal reizigers was te laag                              |
| 345  | Lelystad - Emmeloord         | Nagele                                                     | Connexxion           | 2 juli 2011         | Ritten ingevoegd in lijn 315                              |
| 345  | Lelystad - Emmeloord         | Nagele                                                     | Arriva Touring       | 8 december 2013     | Losgekoppeld van Qliner 315                               |
| 351  | Harlingen - Heerenveen       | Joure, Sneek, Bolsward, Zurich                             | Connexxion           | 12 december 2010    | Gedeeltelijk vervangen door een streekbus                 |
| 351  | Alkmaar - Harlingen          | Heerhugowaard, Nieuwe Niedorp, Den Oever en de Afsluitdijk | Arriva               | 8 december 2018     | Aantal reizigers was te laag                              |

Tussen 2006 en eind 2009 exploiteerde de toenmalige vervoerder in Groningen en Drenthe, Arriva, iQliners, speciale schoolbussen voor rechtstreekse verbindingen naar het Zernikecomplex in Groningen. Deze formule is in december 2009 opgeheven, toen Qbuzz de lijnen van Arriva overnam. Op lijn 504 na zijn alle toenmalige lijnen sindsdien opgeheven.
| Lijn | Route                            | Via       | (Laatste) exploitant | Datum van opheffing | Reden opheffing                                         |
| ---- | -------------------------------- | --------- | -------------------- | ------------------- | ------------------------------------------------------- |
| 504  | Drachten - Groningen Zernike     |           | Qbuzz                |                     | Oorspronkelijke ochtendspitsversterker van lijn 604     |
| 604  | Drachten - Groningen Zernike     |           | Qbuzz                | 8 januari 2012      | Vervangen door lijn 504, alleen richting Groningen      |
| 615  | Groningen CS - Groningen Zernike | Groningen | Qbuzz                | 12 december 2010    | Ritten opgenomen in stadsbuslijn 15                     |
| 671  | Veendam - Groningen Zernike      | Hoogezand | Qbuzz                | 8 mei 2011          | Opgeheven in verband met de opening van station Veendam |
| 682  | Roden - Groningen Zernike        | Leek      | Qbuzz                | 8 januari 2012      |                                                         |

### Noord-Holland

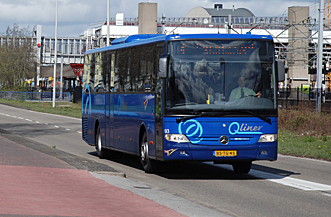
Arriva Qliner uit de regio Waterland met de nieuw uitgevoerde Mercedes-Benz Integro op Zaandam Station.

Per 11 december 2011 is het busvervoer in de regio Waterland overgegaan van Arriva naar EBS. TCR exploiteerde tot die datum in opdracht van Arriva onder de naam Qliner acht spitsbussen vanuit het Waterland naar Amsterdam-West en Amsterdam-Zuidoost, en zeven schoolbussen op verschillende routes in de regio. De spitsbussen zijn overgegaan naar de inmiddels opgeheven formule Bizzliner, die onderdeel uitmaakte van R-net. Sommige scholierenlijnen zijn hernummerd of zijn deels opgeheven/verkort.
| Lijn | Route                                     | Huidige status | Opmerkingen                       |
| ---- | ----------------------------------------- | -------------- | --------------------------------- |
| 351  | Alkmaar - Harlingen                       | Opgeheven      | Reed alleen in juli en augustus   |
| 371  | Purmerend - Amsterdam West                | Opgeheven      |                                   |
| 372  | Purmerend - Amsterdam West                | Opgeheven      |                                   |
| 373  | Edam - Amsterdam West                     | Opgeheven      |                                   |
| 375  | Purmerend - Amsterdam ZO                  | Bizzliner      |                                   |
| 376  | Purmerend - Amsterdam ZO                  | Bizzliner      | Reed ook in de daluren            |
| 377  | Purmerend - Amsterdam ZO                  | Bizzliner      | Reed ook in de daluren            |
| 378  | Edam - Amsterdam ZO                       | Bizzliner      |                                   |
| 379  | Hoorn - Amsterdam ZO                      | Opgeheven      |                                   |
| 610  | Marken - Volendam                         | Schoolbus      |                                   |
| 611  | Marken - Amsterdam CS                     | Opgeheven      |                                   |
| 613  | Purmerend - Volendam                      | Opgeheven      | Is eind 2010 opgeheven            |
| 614  | Hoorn - Amsterdam CS                      | Schoolbus      | Is ingekort tot Edam/Monnickendam |
| 624  | Noord-Beemster - Purmerend                | Opgeheven      |                                   |
| 673  | Landsmeer - Monnickendam                  | Opgeheven      |                                   |
| 693  | Landsmeer - Amsterdam Buikslotermeerplein | Opgeheven      | Hernummerd naar 624               |

### Zuid-Holland
Door het zuiden van de provincie Zuid-Holland liepen enkele Qliners, die net als de lijnen in het noorden van Nederland snelle verbindingen vormen tussen provinciesteden en de grote steden in de regio. Deze lijnen werden per 9 december 2018 door Qbuzz in het DMG-gebied uitgevoerd als snelBuzz lijnen 387 en 388.
In de concessie Zuid-Holland Noord (ZHN) reden tot en met 7 december 2012 enkele lijnen rond onder de naam Interliner. Na 8 december 2012 zijn enkele lijnen omgezet tot Qliner en enkele tot R-net. Gedurende de loop van de concessie is het de bedoeling dat de Qliners en enkele sneldienstlijnen omgezet worden naar R-net. Met de overname van Qbuzz op 15 december 2024 werden de resterende Qliners in de provincie Zuid-Holland uiteindelijk omgezet naar snelBuzz.
In de concessie Hoeksche Waard en Goeree-Overflakkee is na afloop van de vorige concessieloop per 12 december 2015 het busvervoer overgegaan van Arriva naar Connexxion. De enige Qliner in de concessie is toen hiermee direct overgegaan naar R-net.
| Lijn | Route                                                   | Via | (Laatste) exploitant | Datum van opheffing | Reden opheffing                                                                        |
| ---- | ------------------------------------------------------- | --- | -------------------- | ------------------- | -------------------------------------------------------------------------------------- |
| 361  | Sassenheim - Schiphol                                   | Lisse, Hillegom, Hoofddorp, De Hoek                                                                                     | Arriva               | 14 december 2024    | Vervangen door nieuwe snelBuzz-formule van Qbuzz met behoud van lijnnummer             |
| 365  | Leiden - Schiphol                                       | Leiderdorp, Roelofarendsveen, Oude Wetering, Leimuiderbrug, Hoofddorp, De Hoek                                          | Arriva               | 14 december 2024    | Vervangen door nieuwe snelBuzz-formule van Qbuzz met behoud van lijnnummer             |
| 366  | Station Leiden Centraal - Leiderdorp Alrijne Ziekenhuis | | Arriva               | 9 december 2017     | Omgezet naar R-net lijn 410                                                            |
| 370  | Alphen aan den Rijn - Schiphol Centrum                  | Woubrugge, Rijnsaterwoude, Leimuiden, Hoofddorp, De Hoek                                                                | Arriva               | 9 december 2017     | Omgezet naar R-net lijn 470                                                            |
| 380  | Den Haag - Alphen aan den Rijn                          | Voorburg, Zoetermeer, Kruisweg, Hazerswoude, Hazerswoude-Rijndijk                                                       | Arriva               | 8 januari 2022      |                                                                                        |
| 381  | Den Haag - Alphen aan den Rijn                          | Voorburg, Zoetermeer, Kruisweg, Hazerswoude, Hazerswoude-Rijndijk                                                       | Arriva               | 8 januari 2022      |                                                                                        |
| 382  | Den Haag - Waddinxveen                                  | Voorburg, Zoetermeer | Arriva               | 14 december 2024    | Vervangen door nieuwe snelBuzz-formule van Qbuzz met behoud van lijnnummer             |
| 383  | Den Haag - Rotterdam Capelsebrug                        | Voorburg, Zoetermeer, Kruisweg, Moerkapelle, Zevenhuizen, Rotterdam, Nieuwerkerk aan den IJssel, Capelle aan den IJssel | Arriva               | 14 december 2024    | Vervangen door nieuwe snelBuzz-formule van Qbuzz met behoud van lijnnummer             |
| 384  | Den Haag - Waddinxveen                                  | Voorburg, Zoetermeer, Moerkapelle                                                                                       | Arriva               | 14 december 2024    |                                                                                        |
| 385  | Den Haag - Sassenheim                                   | Wassenaar, Valkenburg, Katwijk aan den Rijn, Katwijk, Noordwijk, Voorhout                                               | Arriva               | 14 december 2024    | Vervangen door nieuwe snelBuzz-formule van Qbuzz met behoud van lijnnummer             |
| 386  | Den Haag - Oegstgeest                                   | Wassenaar | Arriva               | 14 december 2019    | Aantal reizigers was te laag                                                           |
| 386  | Den Haag - Gouda                                        | Voorburg, Zoetermeer, Moerkapelle, Waddinxveen                                                                          | Arriva               | 14 december 2019    | Grotendeels vervangen door nieuwe snelBuzz-formule van Qbuzz met behoud van lijnnummer |
| 387  | Gorinchem - Utrecht                                     | Vianen | Arriva               | 8 december 2018     | Vervangen door nieuwe snelBuzz-formule van Qbuzz met behoud van lijnnummer             |
| 388  | Dordrecht - Utrecht                                     | Papendrecht, Sliedrecht, Bleskensgraaf, Noordeloos, Vianen                                                              | Arriva               | 8 december 2018     | Grotendeels vervangen door nieuwe snelBuzz-formule van Qbuzz met behoud van lijnnummer |
| 389  | Papendrecht - Utrecht                                   | Noordeloos, Vianen | Arriva               | 9 december 2012     |                                                                                        |
| 396  | Dirksland - Rotterdam Zuidplein                         | Sommelsdijk, Middelharnis, Nieuwe-Tonge                                                                                 | Arriva               | 12 december 2015    | Overgegaan naar Connexxion en daar omgezet naar R-net lijn 436                         |